# 希灵施泰特
希灵施泰特（德語：Schillingstedt，發音：[ˈʃɪlɪŋʃtɛt]）是德国图林根州瑟默达县曾经的一个市镇，面积6.46平方千米，2016年12月31日人口为227人。2018年7月6日，希灵施泰特并入市镇瑟默达。